# El vientre
El vientre es una película peruana de suspenso y drama dirigida por Daniel Rodríguez Risco. Protagonizada por Mayella Lloclla y Manuel Gold y antagonizada por Vanessa Saba. Se estrenó el 13 de febrero de 2014 a nivel nacional.

## Argumento
Es la historia de Mercedes, una joven huérfana que deja su trabajo en el camal para ser contratada por Silvia, una hermosa viuda infértil a quien ayuda en los quehaceres de la casa. A esa misma casa llega Jaime, un mochilero en ruina que termina haciendo arreglos en el domicilio por dinero. Debido a una serie de hechos provocados por la solitaria Silvia, los empleados se unen como pareja. Silvia, obsesionada con tener un hijo y al ser artífice de esa relación, está convencida de que el bebé que nacerá producto de esa unión es suyo y hará todo lo posible por adueñarse de él.

## Reparto
- Vanessa Saba como Silvia.
- Mayella Lloclla como Mercedes.
- Manuel Gold como Jaime.
- Gianfranco Brero como Miguel.
- Cristhian Esquivel como policía.
- Dante del Águila como Juan.

## Recepción
La película es estrenada en 74 salas a nivel nacional, se convierte en el segundo mejor estreno de la semana y obtiene el segundo mejor promedio por pantalla. Lleva 67 769 espectadores en su primer fin de semana.
Termina su tercera semana sumando más de 200 mil espectadores, convirtiéndose en la tercera película peruana más exitosa de los últimos cinco años, solo superada por Asu Mare y Cementerio general.

## Premios y nominaciones
| Año  | Premio                       | Categoría            | Nominación      | Resultado | Ref.  |
| ---- | ---------------------------- | -------------------- | --------------- | --------- | ----- |
| 2014 | Premios Luces de El Comercio | Mejor Actriz de Cine | Mayella Lloclla | Nominada  | [ 7 ] |